# Museu da Abadia São Geraldo
O Museu da Abadia São Geraldo, ou Museu do Colégio Santo Américo, situado no Jardim Colombo na cidade de São Paulo, foi fundado por beneditinos húngaros provindos da Abadia de Pannonhalma, com o intuito de expor e preservar a memória da Congregação Húngara da Ordem Beneditina, que está no Brasil desde que seus primeiros monges  que chegaram no país  na década de 30. Os beneditinos tinham o objetivo de chegar ao Brasil para fazer a cura de almas das colônias húngaras localizadas no norte do Paraná e em São Paulo.
No museu estão presentes os reflexos e conquistas de mais de sete décadas de trabalho dos beneditinos dessa comunidade monástica, entre eles, muitos objetos da cultura tradicional húngara, obras de arte, artesanatos e muito da história do Colégio Santo Américo que foi fundado pelos monges no ano de 1951. O Museu da Abadia São Geraldo está situado nas dependências do Mosteiro São Geraldo, que é sede da Abadia no estado de São Paulo, e promove exposições temáticas periódicas com o apoio dos programas de multimídia interativa destinadas ao público do Colégio Santo Américo, as visitas são feitas programadamente e são monitoradas. 
O museu integra a lista oficial do IBRAM.

## História

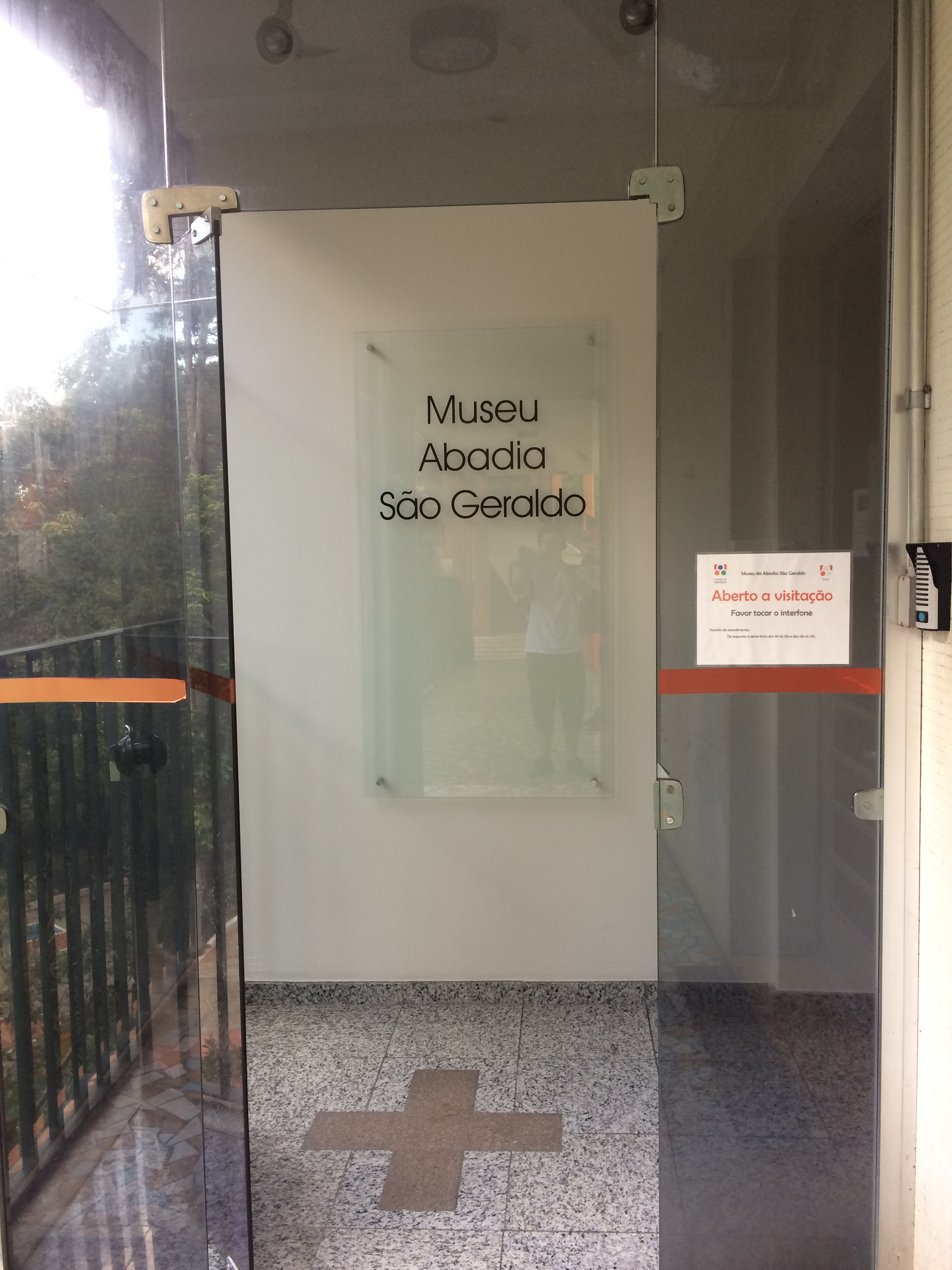
Entrada do museu

A Abadia São Geraldo é uma comunidade monástica da Congregação Húngara da Ordem Beneditina, fundada pelos monges provindos da Abadia de Pannonhalma, localizada na Hungria. Os primeiros monges chegaram na década de 1930 e cuidavam da cura de almas da colônia húngara. Nos anos 40, fundaram uma casa conventual chamada Nova Pannonhalma – uma remissão à casa mãe. Ao decorrer dos anos,  a casa tornou-se pequena e, devido a isso, os monges foram obrigados a procurar um local maior para suas acomodações, além de ampliar seus trabalhos pastorais. No ano de 1951, a comunidade mudou-se para um prédio da Pontifícia Universidade Católica, localizada no bairro de Santa Cecília, quando foi instalado o Mosteiro São Geraldo e fundado o colégio que se tornou referência de ensino na cidade de São Paulo e ao qual deram o nome do príncipe húngaro Santo Américo. No ano de 1963, por conta de sua expansão, o Colégio Santo Américo, se mudou para a região do Morumbi onde está até hoje. No dia 8 de junho de 1989, a instituição ganhou o status abacial, tendo como seu primeiro abade, D.Ernesto Linka.

## Acervo
Algumas das obras do acervo do museu da Abadia São Geraldo, são do artista húngaro, Bálint Fehérkút, famoso por escapar de um dos piores campos de concentração da União Soviética. Bálint possui em seu acervo, mais de 50 obras históricas e inovadoras. Seus trabalhos foram catalogados pela Ordem dos Carmelitas, no ano de 1951, o pintor e escultor participou e se destacou na 1ª Bienal Internacional de São Paulo, posteriormente no ano de 1968, o artista também obteve destaque no XXXIII Salão Paulista de Belas Artes.  O item mais famoso do acervo do museu da Abadia São Geraldo é o quarto que recebeu o polonês Papa João Paulo II durante sua estadia na cidade de São Paulo em julho de 1980, o quarto esbanja simplicidade e ainda é usado para receber as entidades religiosas que vem visitar a abadia ou a cidade. 
Também é encontrado no museu, uma sala destinada aos itens que fazem parte da história do Colegio Santo Américo, entre eles estão: materiais escolares antigos, a primeira prova, uniformes e medalhas conquistadas pelas equipes esportivas.

## Mosteiro São Geraldo
O Mosteiro de São Geraldo, fundado na década de 60, por Monges Húngaros, desenvolve diversas atividades, com o objetivo de ajudar crianças e jovens que vivem em situações de risco, terem a oportunidade de conquistar direitos à educação, saúde, alimentação, moradia, lazer e trabalho.  
Para isso, na área de assistência social atende dois mil e cem alunos de zero à dezoito anos, como também, seiscentas famílias das comunidades situadas na Vila Morse, Paraisópolis e Jardim Monte Kemel. Para a realização de seus projetos, conta com a ajuda de colaboradores e órgãos públicos.
As Obras Sociais do Mosteiro de São Geraldo desenvolve alguns projetos como o Projeto Sinfônico Eszterháza, que proporciona educação musical para mais de trezentas crianças carentes. Também projetos na área nutricional e esportiva.

## Galeria

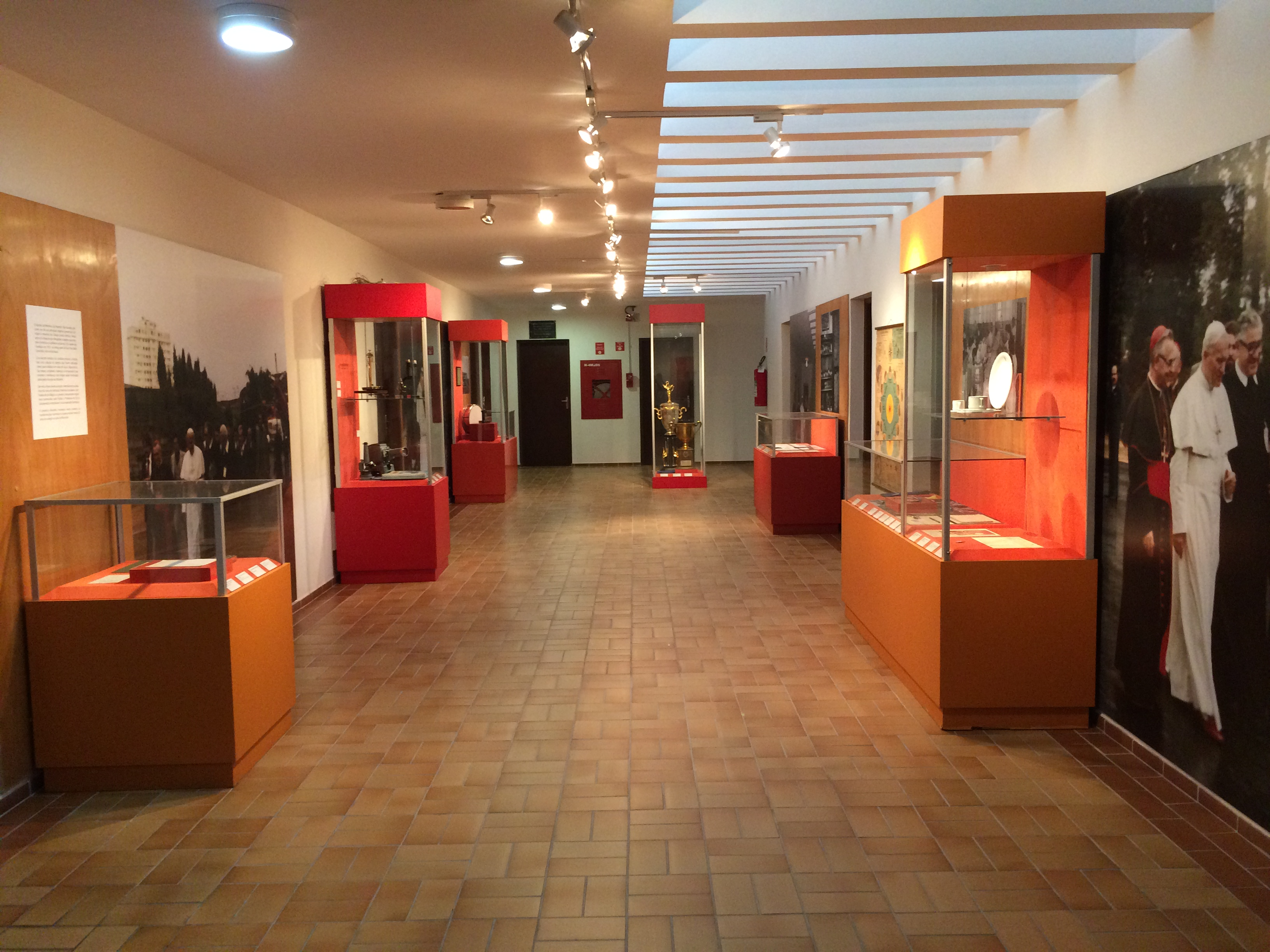
Sala da memória do cotidiano escolar
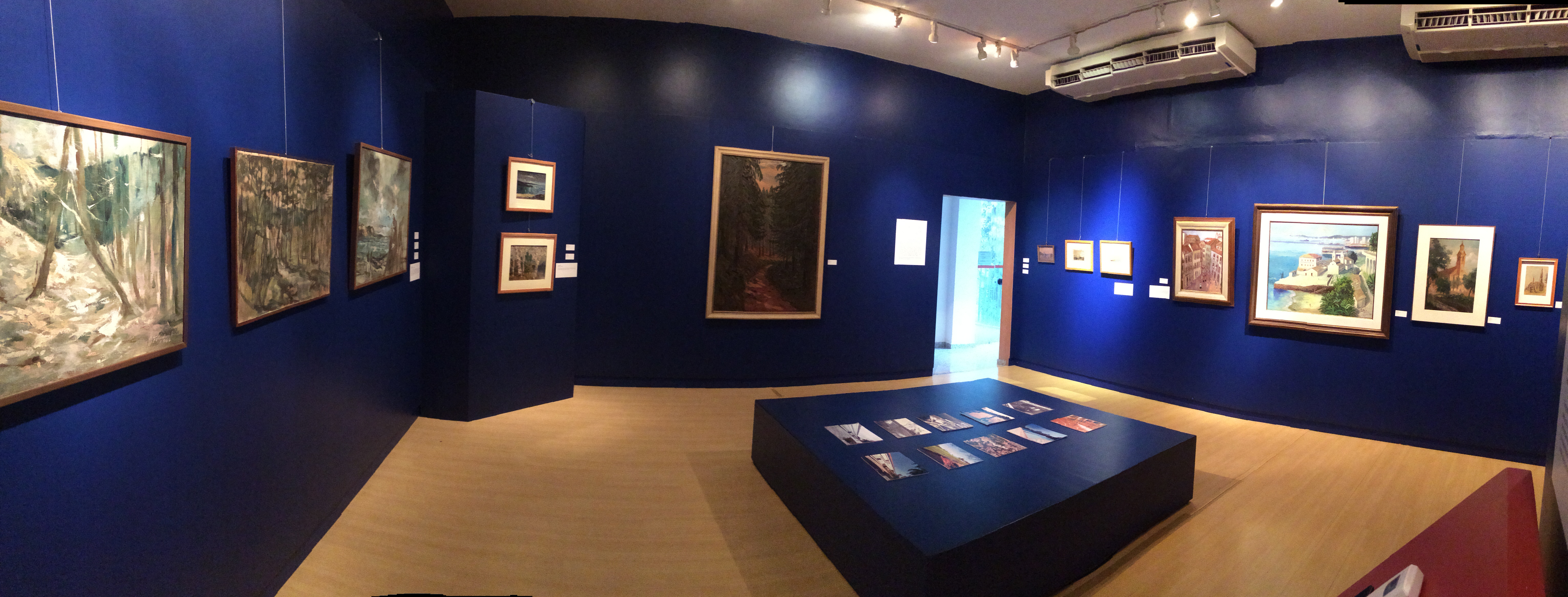
Exposição de obras de arte
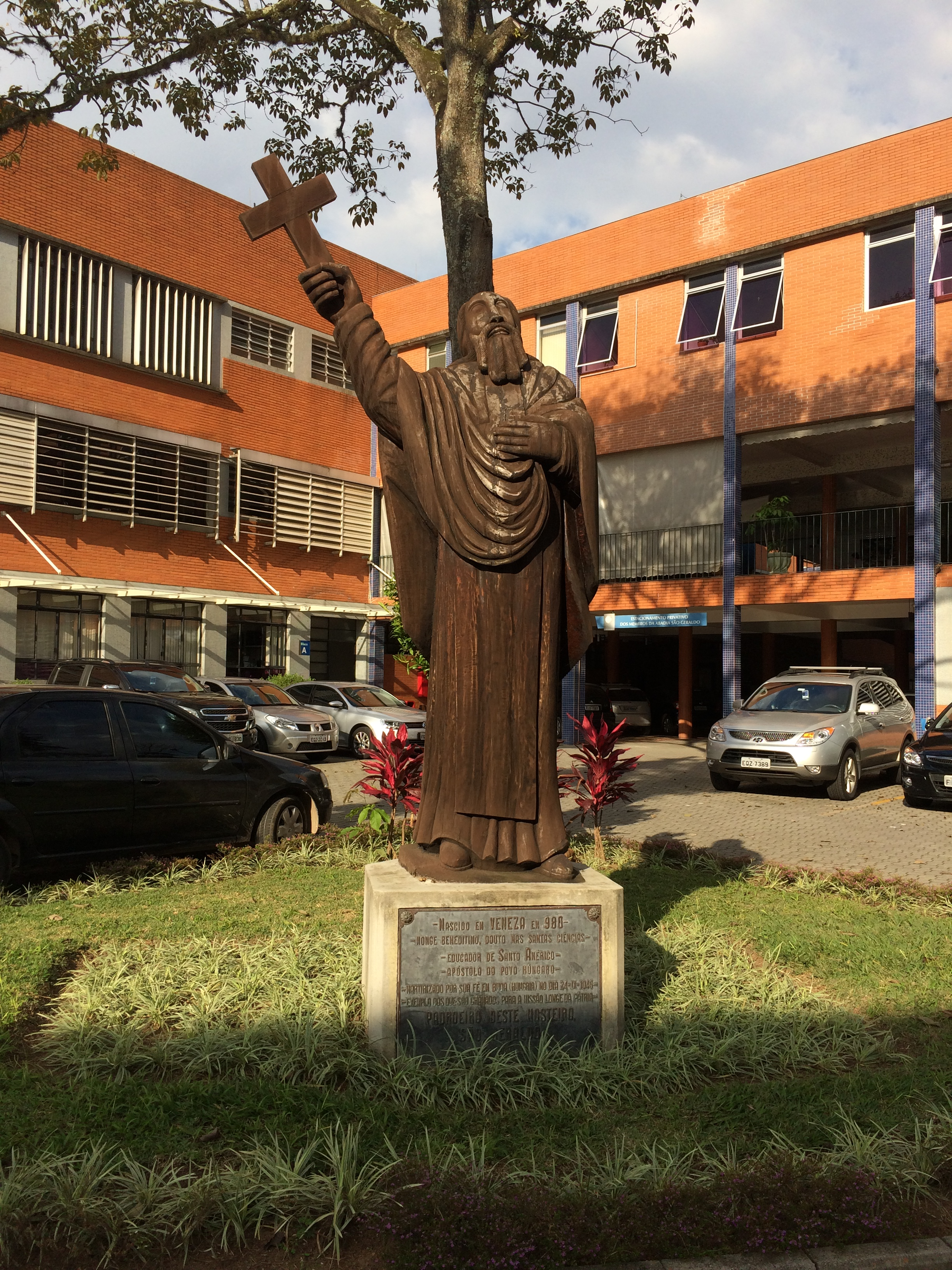
Estátua do padroeiro
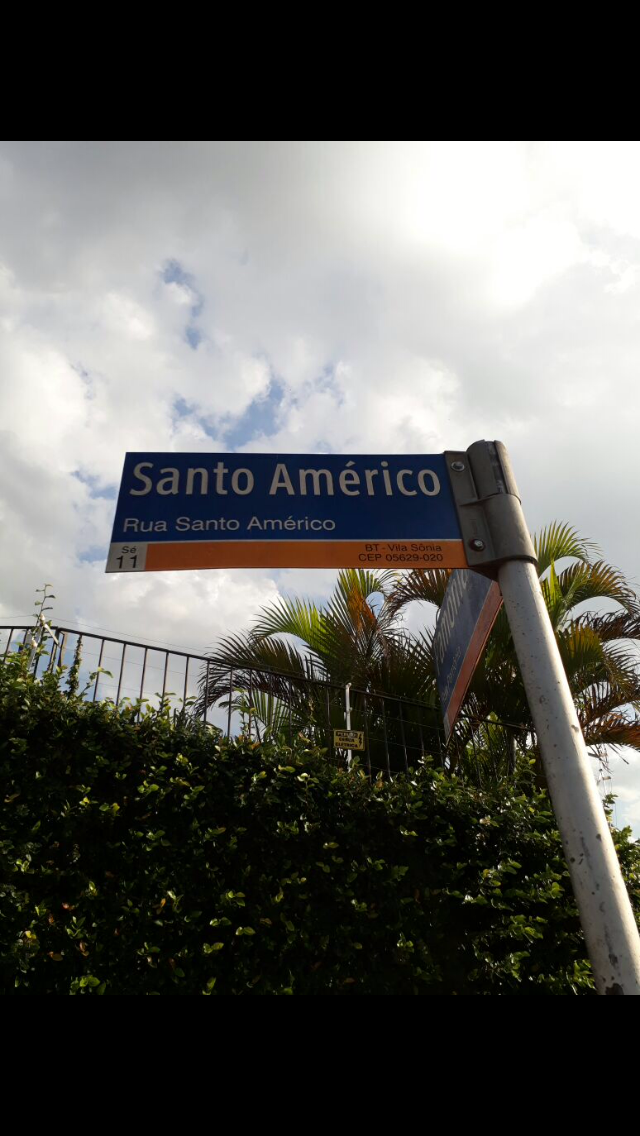
Placa indicando a localização do museu
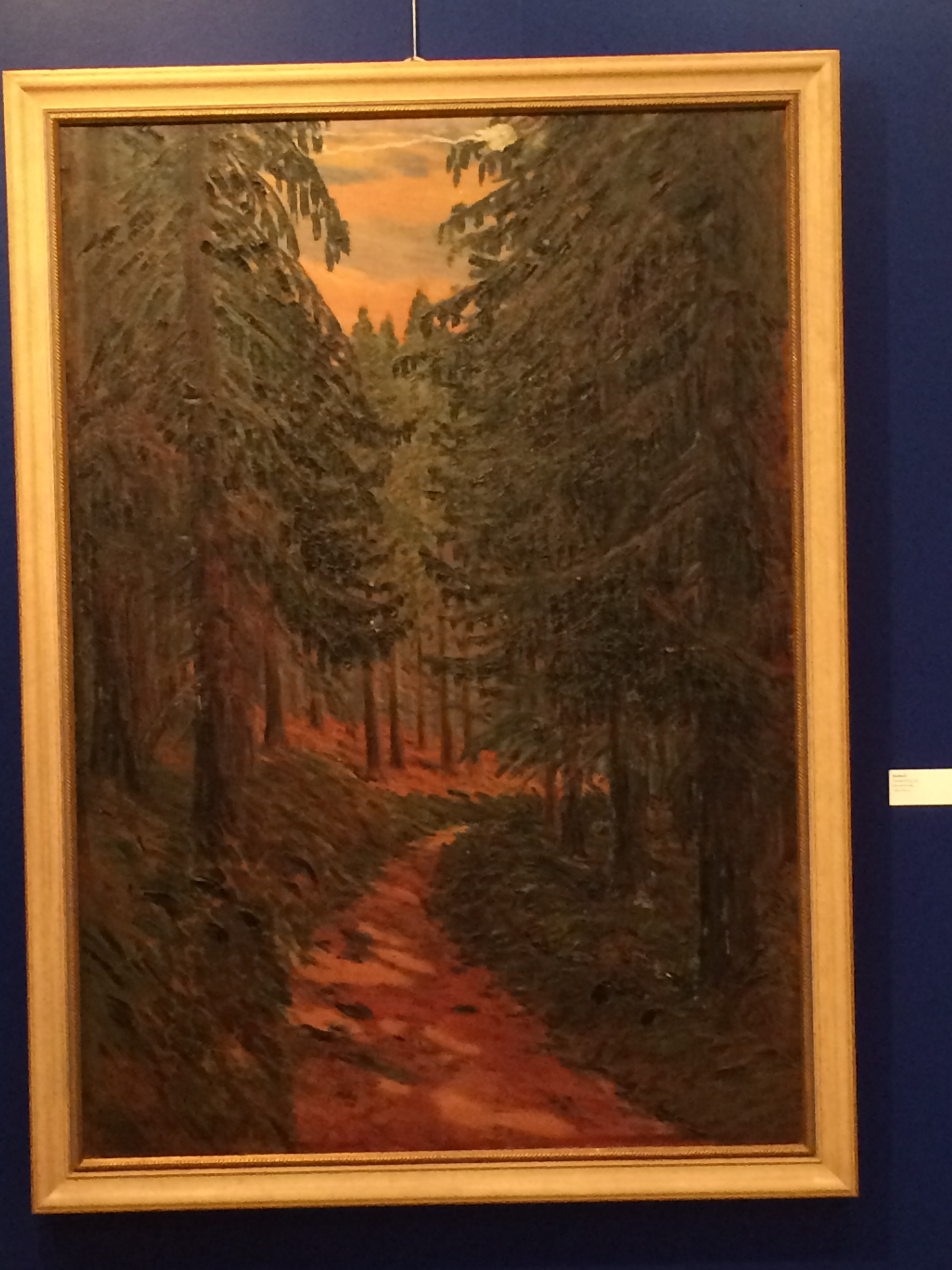
Obra do artista Bálint Fehérkuty
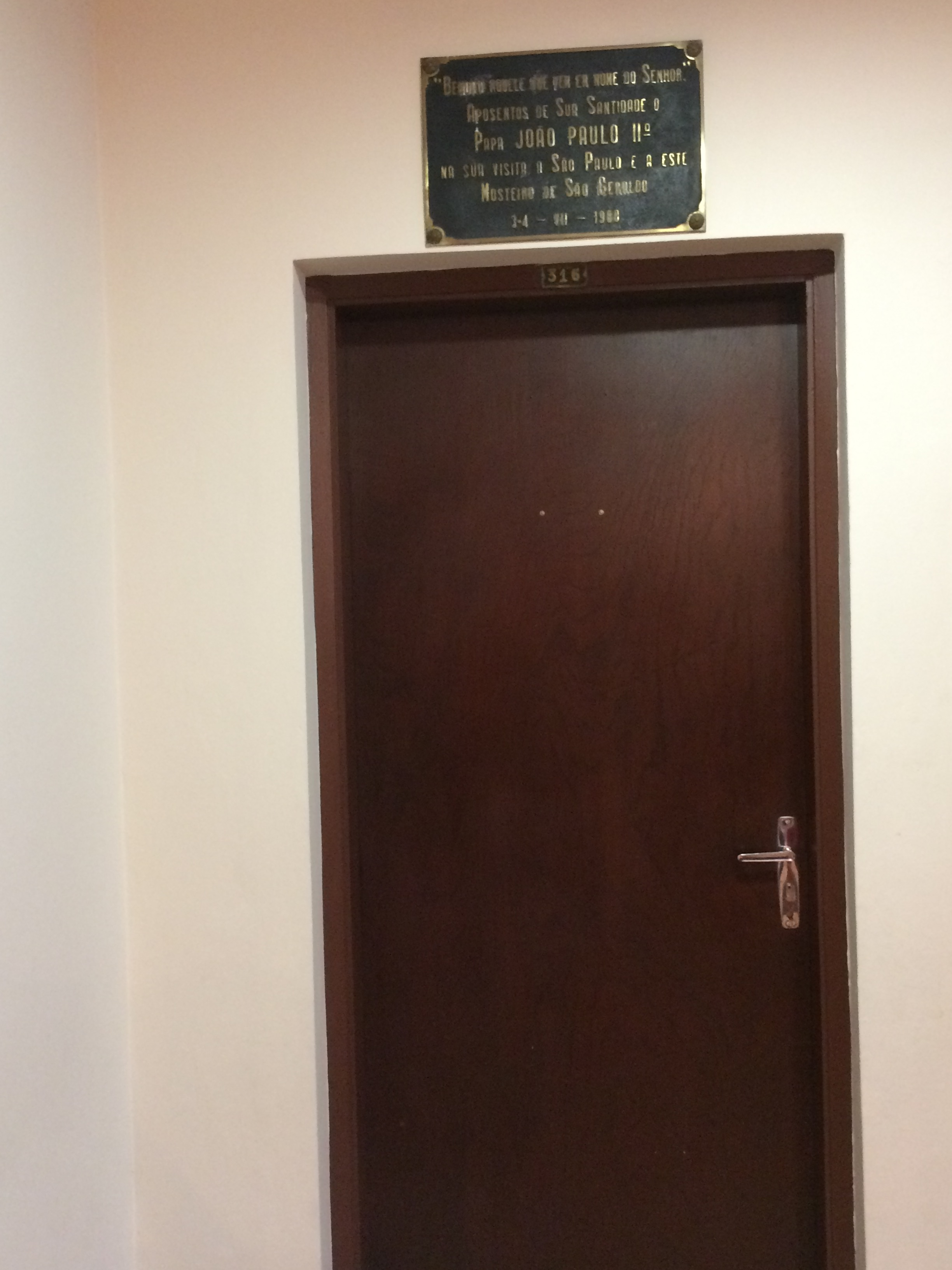
Porta do quarto do Papa João Paulo II
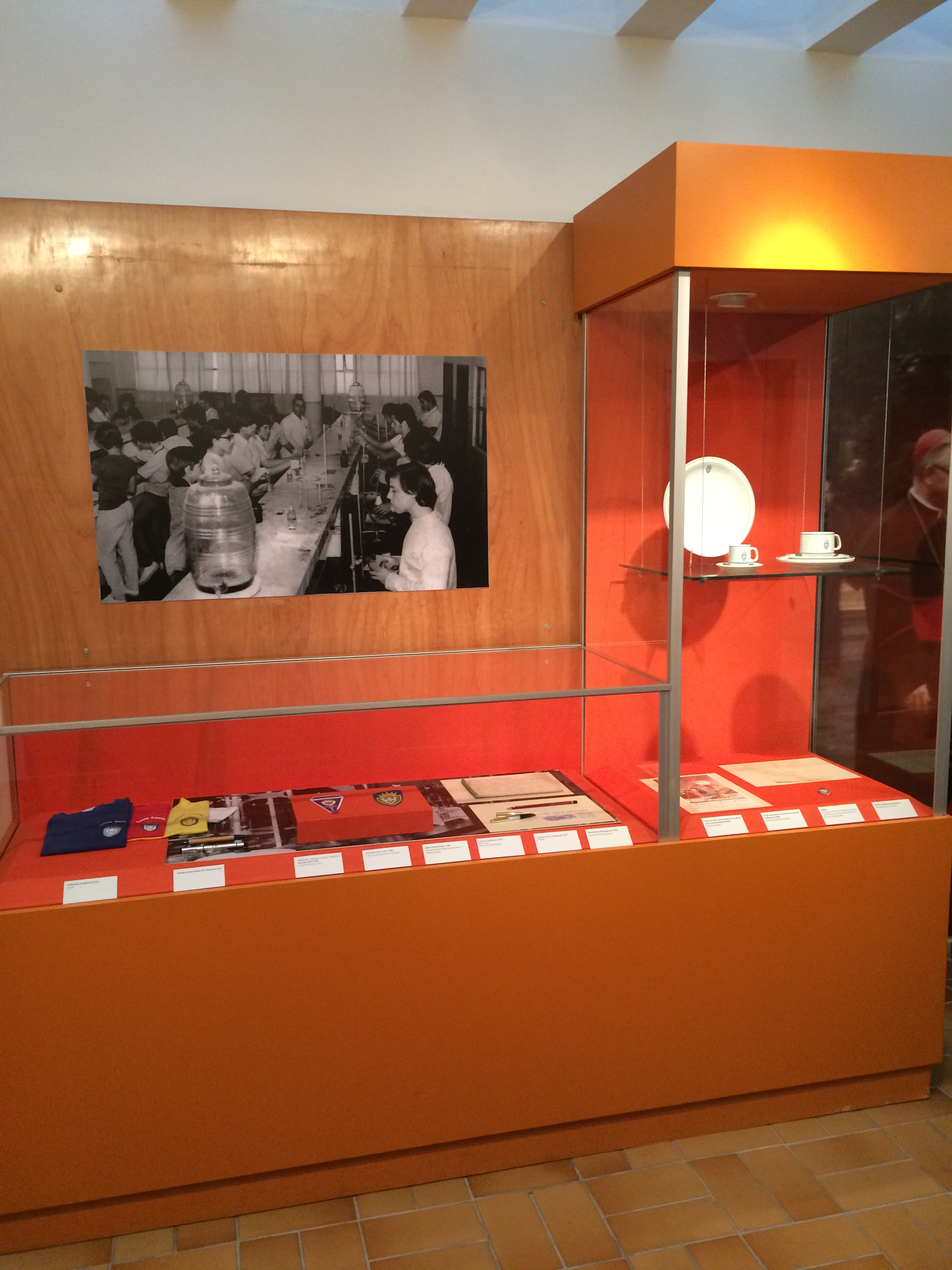
Acervo da memória do cotidiano escolar